# Zillertaler Alpen
Zillertaler Alpen är en bergskedja i Österrike, på gränsen till Italien. Den ligger i den västra delen av landet, 400 kilometer väster om huvudstaden Wien. Högsta punkt är Hochfeiler (3 509 m. ö. h.) belägen på gränsen mot Italien.